# Hôtel de Hirsch
El hôtel de Hirsch es un hôtel particulier ubicada en  el VIII Distrito de París en la rue de l'Élysée, construido para el barón Maurice de Hirsch. Ahora es un anexo del Palacio del Elíseo que alberga ciertos departamentos de la Presidencia de la República Francesa, incluida desde 1967 la célula africana del Elíseo en sus formas sucesivas.

## Historia
En 1861, Émile Pereire puso a la venta un gran terreno contiguo al Palacio del Elíseo, a lo largo de la rue de la Reine-Hortense (actual rue de l'Élysée) que Napoleón III había hecho abrir en la década de 1850. La normativa urbanística prohibía la presencia de edificaciones para uso profesional o comercial. A lo largo de la calle se construyeron pequeñas mansiones privadas de estilo homogéneo, que imitan, con sus escalinatas a las que se accede por cinco escalones y su corte inglés, las casas londinenses de estilo georgiano que el Emperador había admirado durante su estancia en Inglaterra.
La emperatriz Eugenia adquirió parte de la propiedad de Pereire, en la esquina de la avenida Gabriel, y la hizo construir por el arquitecto Hector-Martin Lefuel en el n 2 rue de l'Élysée un hotel de tres pisos cuyas ventanas daban a la calle y a un jardín que se extendía hasta la avenida. Su intención es convertirlo en una residencia privada donde puedan alojarse los amigos visitantes y refugiarse en ocasiones para disfrutar de un poco de intimidad y, quizás, también para alojar a su madre, la condesa de Montijo, nacida María Manuela Kirkpatrick. Ella prestó este hotel a su amiga la princesa Anna Murat, hija del príncipe Lucien Murat, duquesa de Mouchy por su matrimonio con Antoine Just Léon Marie de Noailles, y luego lo alquiló a un particular.
Después de la muerte de Napoleón III, el hotel y las "casas inglesas" ubicado en n 4 y 6 de la rue fueron vendidas en 1878 por Eugène Rouher, actuando como agente de la " Condesa de Teba por la suma de 2 361 500 francos oro al barón de Hirsch de Gereuth, financiero de Baviera que se había instalado en París con su familia en 1871. Antes de instalarse, mandó realizar una primera campaña de obras que transformó por completo los interiores, no sin conservar un salón azul decorado con un gran panel pintado que representaba al Príncipe Imperial del pintor A. Jourdan. Se informa que, mucho tiempo después, la ex-emperatriz, al visitar el hotel, se conmovió y agradeció calurosamente a la baronesa de Hirsch por haber tenido " la delicadeza de respetar este recuerdo tan conmovedor para una madre ».
Apenas instalado, el barón de Hirsch encuentra la residencia demasiado estrecha y se compromete a ampliarla. Compró fácilmente y a precios razonables los hoteles de los números 4, 6 y 8 de la rue de l'Élysée, así como, tras largas negociaciones, la mansión privada del número 24-26 de la avenida Gabriel que pertenecía a Alfred Cibiel, pero que tuvo que pagar la exorbitante suma de 3 500 000 francos. El conjunto de edificios así constituido incluye, en casi media hectárea, tres edificios contiguos en la rue de l'Élysée y dos edificios separados en la avenida Gabriel. Es necesario un importante trabajo, encomendado a los arquitectos Peyre y Châtenay, para convertirlo en un conjunto relativamente armonioso desde el punto de vista arquitectónico después de poco más de un año.
Se accedía al hotel a través de una puerta que daba a la avenida Gabriel ( n. 24 ) y que conducía a un jardín donde había un pabellón de conserjería, bien a través de las dos entradas de carruajes que todavía existen en la rue de l'Élysée, una reservada para los invitados y la otra para el servicio y los coches guardados detrás del patio.
El primer cuerpo del edificio, el que se ha conservado, incluía una despensa, una cocina en el sótano y un gran comedor iluminado por ventanas que daban a la rue de l'Élysée y al jardín, decorado con una hermosa carpintería de rocalla de roble encerado. del Château de Bercy y overdoors pintados por Jean-Baptiste Monnoyer, todos todavía en su lugar hoy. Esta sala se ampliaba con un gran salón artesonado de blanco, cuya rotonda daba a una terraza, y cuyas vitrinas contenían una colección de porcelanas de Sajonia, y con dos pequeños salones. Estas habitaciones estaban presididas por un vestíbulo de mármol blanco accesible desde 2 rue de l'Élysée.
Al otro lado de este vestíbulo comenzaba una gran galería que conectaba este cuerpo del edificio con el segundo edificio principal de la avenida Gabriel. Esta galería estaba adornada con dos cajoneras de marquetería Boulle que costaban 500 000 francos oro cada una. Sirvió un salón de banquetes estilo Luis XIV con capacidad para 2 000 invitados, iluminado por ocho candelabros de cristal de Bohemia y pares de candelabros a juego, cuyas puertas cubiertas de espejos imitaban el Salón de los Espejos del Palacio de Versalles. Por otro lado, se desarrolló una galería-invernadero sobre el jardín.
Al final de la galería, en el segundo cuerpo del edificio, se encontraba una espectacular gran escalinata diseñada por el arquitecto Emile Peyre. "Realizada en mármol blanco veteado de verde, la escalera comenzaba con un tramo central de dieciséis peldaños en línea recta, el primero de los cuales tenía siete metros de ancho. Este primer tramo conducía a un descanso intermedio desde el que salían vuelos laterales con otros descansos intermedios que conducían al primer piso que se abría a las salas de recepción y al jardín de invierno. Las paredes y el techo de la escalera estaban adornados con diseños ornamentales. A cada lado de la escalera, en nichos excavados al efecto, se colocaron dos grandes pilas de brocatela de España, sostenidas por cupidos de mármol blanco de Carrara, inspirados en la famosa pila de San Pedro de Roma.  Una rampa de mármol verde cincelado, con pasamanos de bronce, conducía a los tres balcones de la logia. Los techos con temas mitológicos en el hueco de la escalera fueron firmados por un pintor llamado Chevallier. En las paredes se exhibían varios lienzos, entre ellos un paisaje de Ruyter y un imponente retrato ecuestre de Luis XIV de Van der Meulen . En las esquinas colgaban cuatro grandes cartuchos cuyo fondo de mármol verde estaba incrustado con cabezas de ciervos con cuernos de bronce, hojas caídas y diversos ornamentos. La albañilería y pintura de la escalera había costado la pulcra suma de 1.400.000 francos a los que se añadió un millón adicional para la decoración».
Esta escalera fue muy comentada. Por el antisemita Édouard Drumont: “ Esta escalera [...] apenas justifica la ruidosa admiración de la que es objeto. El arquitecto lo firmó como Raphaël hubiera firmado uno de sus cuadros [. . . ] En verdad, no hay nada de lo que estar tan satisfecho de sí mismo. No puedes imaginar nada más incoherente y desproporcionado que esta escalera; es lo suficientemente ancho en su base para que un regimiento lo atraviese, es tan estrecho en la parte superior [...] que uno pensaría que se trata de una escalera oculta. Desde lo alto de esta escalera dijo una vez el barón a su hijo, viendo subir a los duques, príncipes y marqueses. : ". . . Toda esta gente, dentro de veinte años, serán nuestros yernos o nuestros porteros". Por otro lado, Theodor Herzl, que vino a presentarle al barón de Hirsch su proyecto para la creación de un estado judío en Palestina, quedó deslumbrado por él. : “ Un palacio ; un majestuoso patio, las escaleras laterales de nobles proporciones ; y sobre todo la gran escalera principal, tantos elementos que me impresionaron. La riqueza me afecta sólo en forma de belleza. Y allí, todo era verdadera belleza. Las pinturas de grandes maestros, los mármoles, los discretos Gobelinos ! Maldición ! Al calumniar la riqueza, hemos descuidado estos accesorios. Todo estaba muy de moda y, un poco aturdido, me dejé guiar de un ayuda de cámara a otro. » 
Las salas de recepción se llenaron de muebles de prestigio y obras de arte En el primer piso había una sala renacentista adornada con una monumental chimenea de piedra del Château de Montal cuya diadema, decorada con cimeras y escudos de armas, estaba coronada por una cierva a la que el barón de Hirsch había hecho añadir una cornamenta de ciervo con diez cuernos en bronce dorado y un salón de estilo Luis XVI decorado con un retrato de Luis XVI de Antoine-François Callet, así como el pequeño salón de la baronesa, decorado con paneles inspirados en Watteau . Un jardín de invierno tenía en el centro una cesta llena de flores tropicales y en las paredes laterales cuatro espléndidos tapices de Beauvais con las armas del Conde de Toulouse .
El segundo cuerpo del edificio incluía un sótano terminado con una gran cocina, dos despensas, dos habitaciones para el chef, el lavadero, tres calentadores, una planta baja, dos plantas nobles y dos plantas abuhardilladas, incluyendo seis salas de recepción y veinte dormitorios. con baños, todo servido por un ascensor. El primer cuerpo del edificio comprendía, entre el entresuelo, el primero, el segundo piso y el desván, una treintena de habitaciones con baños.
Un tercer edificio, destinado a dependencias y establos, incluía un sótano, una planta baja, un primer piso con una veintena de habitaciones, tres baños y áticos parcialmente convertidos. En la planta baja había un cobertizo para ocho coches, un establo para dieciocho caballos, tres boxes y un lujoso guadarnés, mencionado por Drumont : “ Camondo tiene veinticuatro caballos en su establo [. . . ] Hirsch tiene sólo veintitrés, pero entre ellos [...] un árabe ruano, regalo de Su Majestad el Emperador de Austria [. . . ] Si el maestro no es impecable, el vestido de cuadra lo es. La tapicería en particular está impecable. Se trata de una amplia estancia de techos altos, cuya chimenea de mármol es una obra maestra. Todo brilla y brilla y ofrece el espectáculo del arreglo más ingenioso. En sus Memorias, Karl de Hirsch, sobrino de Maurice de Hirsch, relata que los establos de la planta baja resultaron insuficientes, su tío mandó habilitar otros en el primer piso, lo que requirió el diseño de un montacargas.
Fue escenario de magníficas recepciones. Pero la repentina muerte de Lucien de Hirsch, el único hijo varón del barón de Hirsch, en abril de 1887, puso fin a su vida social. El barón y la baronesa de Hirsch condenaron los salones y pasaron a recibir solo a su familia y amigos. El barón de Hirsch instaló las oficinas de algunas de sus obras filantrópicas en su hotel.
Después de su muerte en 1896, la baronesa residió la mayor parte del tiempo en su Château de Beauregard en La Celle-Saint-Cloud, con su hijo adoptivo Raymond, que padecía trastornos mentales. Su otro hijo adoptivo, Maurice Arnold, vivía en Londres y su hija adoptiva, Lucienne, en Bruselas con su marido. Murió en 1899 dejando su patrimonio a sus hermanas e hijos adoptivos.
Se iniciaron conversaciones bajo el ministerio de Waldeck-Rousseau para hacer del hotel una residencia para jefes de Estado extranjeros que visiten París. El gobierno propuso comprar el edificio por 7 millones de francos, pero su derrumbe en 1902 provocó el abandono del proyecto, considerado demasiado caro, y al final compró el hôtel de Marigny. Las demás propuestas fracasaron por varias razones, siendo la principal la prohibición de actividades comerciales o profesionales que impidieran el desarrollo de un hotel o un club. En 1905, el gobierno planeó instalar el Ministerio de las Colonias aquí pero, de nuevo, el proyecto no fue seguido. Tras la muerte de las hermanas de la baronesa de Hirsch, el hotel fue puesto a subasta. Las visitas atrajeron a una multitud considerable, pero no apareció ningún comprador. Al final, la familia decidió ponerlo a la venta en dos lotes separados, con un precio de salida de dos millones de francos por cada lote, y obtuvo menos de lo que había costado el trabajo de decoración treinta años antes.
Hoy, los hoteles de n 2 y 4 rue de l'Élysée albergan los servicios de la Presidencia de la República Francesa, en particular la unidad diplomática en el hermoso hotel en el n. 2, adquirido por el Estado en 1967 para albergar la Secretaría de Asuntos Africanos y Malgaches. Los números 6 y 8 son residencias privadas. El edificio principal del 24 Avenue Gabriel fue demolido alrededor de 1960 y fue reemplazado por un edificio de condominios de lujo. El jardín ahora está cortado en dos, pero se han conservado las barandillas originales. Lo que queda del Hôtel de Hirsch en rue de l'Élysée fue catalogado como monumento histórico en 2002.